# さいたま市出身の人物一覧
さいたま市出身の人物一覧（さいたまししゅっしんのじんぶついちらん）は、埼玉県さいたま市出身の人物の一覧。2001年（平成13年）の浦和市・大宮市・与野市の合併、および2005年（平成17年）の岩槻市編入によりさいたま市が成立した経緯から、市を構成する4地区別に一覧とする。また、著名なゆかりの人物についても記す。なお、2001年4月30日以前出生のすべての人物が旧市を出身地または本籍地としており、さいたま市出身の人物は2001年5月1日以降の出生である。明治以前の人物については埼玉県出身の人物一覧も参照。

## 旧浦和市域の出身著名人
旧浦和市を出身地または本籍地とする人物。

### 政財界
- 相川宗一 - 元浦和市長、前さいたま市長
- 石井保 - 元鳥取県知事、台湾総督府警務局長
- 大野緑一郎 - 第37代警視総監
- 片山さつき - 参議院議員、内閣府特命担当大臣（地方創生担当）、（規制改革）、（男女共同参画）
- 小松定男 - 元衆議院議員
- 高畑博 - ふじみ野市長
- 中川健吉 - 元浦和市長
- 星野平兵衛 - 元浦和町長
- 岸衛 - 元熱海市長
- 古屋範子 - 衆議院議員
- 宮崎一 - 衆議院議員
- 武藤博 - 元上福岡市長
- 村井英樹 - 衆議院議員
- 末松広行 - 農水省事務次官
- 木村惠司 - 三菱地所会長
- 金子眞吾 - 凸版印刷社長
- 篠塚勝正 - 沖電気工業社長
- 新関八洲太郎 - 三井物産社長・会長
- 小金井道宏 - 徳間書店顧問
- 田中聡 - 実業家
- 棚橋泰 - JR貨物社長、東京都参与
- 松本大 - 実業家、マネックスグループ社長兼最高経営責任者
- 松谷有希雄 - 元厚生労働省医政局長、元国立保健医療科学院長、国際医療福祉大学副学長
- 武藤敏郎 - 東京2020大会（2020年東京オリンピック・パラリンピック大会）組織委員会（TOCOG）事務総長、元日本銀行副総裁、元学校法人開成学園理事長
- 山口文一 - 経営コンサルタント、元北京大学講師、エピネス社長

### 学者
- 足立和浩 - 哲学者
- 阿野幸一 - 文教大学教授
- 内田和彦 - 新約聖書学者
- 海野和三郎 - 天文学者
- 落合英二 - 薬学者
- 柄澤昭秀 - 精神医学者
- 清宮四郎 - 憲法学者
- 工藤庸子 - フランス文学者
- 小沼文彦 - ロシア文学者
- 斎藤阿具 - 歴史学者
- 徳永恂 - 哲学者
- 富田喜内 - 元北海道医療大学学長
- なみきたかし - アニメーション研究家
- 樋口秀雄 - 歴史学者
- 丸田一 - 情報社会学者
- 皆川正 - 名古屋大学名誉教授
- 村上隆夫 - 倫理学者
- 吉井博明 - 情報論研究者

### 芸術・文化
- 赤石路代 - 漫画家
- 飯田善彦 - 建築家
- 石井桃子 - 児童文学
- 太田信吾 - 映画監督、俳優
- 大谷羊太郎 - 小説家
- おかべりか - 漫画家
- 落田洋子 - 画家
- 加藤勝重 - 画家
- 九段理江 - 小説家
- 熊坂出 - 映画監督
- 倉田白羊 - 画家
- 澤野久雄 - 小説家
- 霜田史光 - 詩人、小説家
- 須田剋太 - 画家
- 高田誠 - 画家
- 常見千香夫 - 歌人
- 野島康三 - 写真家
- ひぐちアサ - 漫画家
- 平野慎一 - 写真家
- 平野万里 - 歌人
- 藤崎真緒 - 漫画家
- 古谷実 - 漫画家
- 星野紗一 - 俳人
- 前田昭 - アニメーター
- 真佐美ジュン - アニメ演出家
- 増井壮一 - アニメ監督
- 増田三男 - 彫金家
- 松沢夏樹 - 漫画家
- 三尾彰藍 - 日本画家
- 水玉螢之丞 - イラストレーター
- 三田完 - 作家、長谷川かな女の孫
- 宮崎均 - 建築家
- むんこ - 漫画家
- 山本容子 - 版画家
- 両澤千晶 - アニメ脚本家
- 両沢和幸 - 脚本家
- 宮本敬文 - 写真家、映画監督、小説家
- 渡辺武夫 - 洋画家

### 音楽
- akiko - ジャズシンガー
- 飯田則子 - 音楽プロデューサー
- 五十嵐隆 (Syrup 16g) - ミュージシャン
- 池之上覚皇 - 作曲家
- 市川由紀乃 - 演歌歌手
- 小田原豊 - レベッカメンバー
- 尾花輝代充 - ヴァイオリニスト、指揮者
- 岸信介 - 合唱指揮者
- 紗希 - シンガーソングライター
- 椎名純平 - シンガーソングライター
- 椎名林檎 - シンガーソングライター
- 新南田ゆり - ソプラノ歌手・作詞家
- 柴香山 - 尺八奏者
- スズキキヨシ - カリンバ奏者
- タケカワユキヒデ - 音楽家
- NOKKO - 歌手
- Noria - 歌手
- 萩原健太 - 作曲家
- 日吉ミミ - 歌手
- 松田新太郎 - 元歌手
- 丸山圭子 - 作曲家
- 宮武弘 - シンガーソングライター
- 渡辺マリ - 歌手

### スポーツ
サッカー選手（＊は引退、所属は最終）
- 浅沼達也 - 北海道コンサドーレ札幌U-12監督
- 浅見俊雄 - 日本サッカー協会顧問、東京大学名誉教授
- 浅利悟 - FC東京強化部
- 阿部敏之 - 名古屋経済大学サッカー部監督
- 池田伸康 - 浦和レッズユースチーム監督
- 伊藤敦樹 - KAAヘント
- 犬飼基昭 - 日本サッカー協会顧問
- 上野良治 - 横浜F・マリノス（＊）
- 内舘秀樹 - 浦和レッズ広報部
- 大熊清 - 清水エスパルスGM
- 大熊裕司 - セレッソ大阪アカデミーダイレクター兼U-18監督
- 太田康介 - ラインメール青森FC（＊）
- 大橋良隆 - AC長野パルセイロ（＊）
- 大森征之 - カワセミフットボールクラブコーチ
- 岡本拓也 - 湘南ベルマーレ
- 岡村政幸 - SAGAWA SHIGA FC（＊）
- 落合弘 - 浦和レッズハートフルクラブキャプテン
- 加賀見健介 - FCトレーロスU-12監督
- 加藤好男 - ジェフユナイテッド市原（＊）
- 鹿沼直生 - SC相模原
- 川上信夫 - 日立製作所本社サッカー部（＊）
- 小畑穣 - Jリーグマッチコミッショナー
- 小林祐介 - ジェフユナイテッド市原・千葉
- 斉藤和夫 - ジェフユナイテッド市原・千葉テクニカルダイレクター
- 斉藤雅人 - 大宮アルディージャU-12コーチ
- 坂本將貴 - ジェフユナイテッド市原・千葉コーチ
- 桜井直人 - 浦和レッズハートフルクラブコーチ
- 佐藤謙介 - 横浜FC
- 鈴木彩艶 - パルマ・カルチョ1913
- 鈴木保 - JFAマッチコミッショナー
- 鈴木智幸 - いわてグルージャ盛岡
- 鈴木良三 - 日立製作所本社サッカー部（＊）
- 関口久雄 - 三菱重工業サッカー部（＊）
- 反町康治 - 2008年北京オリンピック日本代表監督、前松本山雅FC監督
- 高師康 - 1927年日本代表（＊）
- 田口禎則 - 浦和レッズ（＊）
- 武富孝介 - おこしやす京都AC
- 髙橋利樹 - 浦和レッズ
- 田中孝司 - 日本鋼管サッカー部（＊）
- 田中真二 - アヴェントゥーラ川口監督
- 永井良和 - 浦和レッズレディース元監督、アブレイズ千葉SC監督
- 長倉幹樹 - 浦和レッズ
- 永田拓也 - ギラヴァンツ北九州
- 名取篤 - 浦和レッズ（＊）
- 中川寛斗 - 湘南ベルマーレ
- 長島滉大 - FC今治
- 西野朗 - アトランタオリンピック日本代表監督、元日本代表監督
- 橋岡大樹 - SKスラヴィア・プラハ
- 平野又三 - FCランコヴィッツ
- 広瀬陸斗 - ヴィッセル神戸
- 堀之内聖 - 浦和レッズFB本部
- 前田直輝 - サンフレッチェ広島
- 町田也真人 - ギラヴァンツ北九州
- 松本暁司 - 埼玉県フットサル連盟会長
- 三上和良 - 大宮アルディージャ（＊）
- 三上卓哉 - クマガヤサッカースポーツクラブ監督
- 三島康平 - ロアッソ熊本
- 水沼貴史 - 法政大学体育会サッカー部コーチ
- 水間百合子 - 浦和レイナス（＊）
- 室井市衛 - 浦和レッズハートフルクラブコーチ
- 矢島慎也 - 清水エスパルス
- 山田直輝 - FC岐阜
- 横山謙三 - 埼玉県サッカー協会会長

プロ野球選手（＊は引退、所属は最終）
- 厚澤和幸 - 北海道日本ハムファイターズベンチ兼投手コーチ
- 上林誠知 - 中日ドラゴンズ
- 笠原将生 - 読売ジャイアンツ（＊）
- 木塚敦志 - 横浜DeNAベイスターズ投手コーチ
- 品田操士 - フォルティチュード・ボローニャ[1]（＊）
- 品田寛介 - 広島東洋カープ（＊）
- 鈴木葉留彦 - 埼玉西武ライオンズ球団本部長兼編成部長
- 平尾博嗣 - 埼玉西武ライオンズ（＊）
- 矢作公一 - 北海道日本ハムファイターズ（＊）
- 安田権守 - ロッテ・ジャイアンツ
- 山口幸司 - 中日ドラゴンズ（＊）

その他のスポーツ
- イーグル・ナオキ - プロレスレフェリー
- 飯島規之 - 元競輪選手
- 井出有治 - モータースポーツ
- 井上修一(格闘家) - K-1ファイター
- 岩戸孝樹 - 元競馬騎手、調教師
- 海老原博幸 - 元プロボクサー
- 加藤大治郎 - モータースポーツ
- 小門洋一 - 競輪選手、元サッカー選手
- 境澤賢一 - 大相撲力士
- 鈴木絵美子 - アーティスティックスイミング
- 橋岡優輝 - 陸上
- 藤光謙司 - 陸上
- 松下信治 - モータースポーツ
- 森大 - 元アマチュア野球選手、現浦和学院野球部監督、森士の長男
- 森士 - 元アマチュア野球選手、元浦和学院野球部監督
- 山田敏代 - プロレス

### 芸能
- 秋元真夏 - 女優、元アイドル、元乃木坂46
- 五十嵐淳子 - 女優
- 石井敏郎 - 声優、加須市議
- 神田穣 - 俳優
- 菊川怜 - 女優、タレント
- 小嶋陽菜 - タレント、元アイドル、元AKB48
- 五月信子 - 大正～昭和初期の女優
- 三遊亭萬窓 - 噺家
- しのざき美知 - 元タレント
- 清水マリ - 声優
- 惣田紗莉渚 - 元アイドル、元SKE48
- 反町隆史 - 俳優
- 竹内結子 - 女優
- 永堀剛敏 - 俳優
- 松井結 - 元モデル
- 眞嶋優 - 女優

### マスコミ・アナウンサー
- 青木裕子 - フリー、元TBS
- 青山英次 - 青森放送
- 荒舩美栄 - フリー、元中国放送、テレビ埼玉
- 池田めぐみ - 元エフエム石川、さいたま市議会議員
- 市川哲夫ーテレビドラマプロデューサー
- 岩崎真純 - フジテレビ
- 江藤麻由 - ラジオパーソナリティー
- 小幡章 - 元テレビ新潟、現在東北支社長
- 久米宏 - アナウンサー、元TBS
- 清水一幸 - ドラマプロデューサー
- 陣内智衣 - 元石川テレビ
- 武田玲子 - ミヤギテレビ
- 田島祐子 - フリー、元テレビ新潟
- 立花麻理 - TVQ九州放送
- 塚田英明 - 映画・ドラマプロデューサー
- 土屋まり - 北海道テレビ放送アナウンサー
- 東海林のり子 - レポーター、元ニッポン放送
- 野崎昌一 - 元フジテレビ、元広報部長
- 蓮見孝之 - TBS
- 藤井孝太郎 - 札幌テレビ放送アナウンサー
- 細渕武揚 - ラジオ日本
- 松尾信之 - ジャーナリスト
- 松浦健太郎 - テレビ番組のディレクター、演出、プロデューサー
- 三上弥 - NHKアナウンサー
- 三輪真佐子 - 琉球放送アナウンサー
- 吉田涙子 - 元文化放送、現在報道記者
- 渡辺裕之 NHKチーフアナウンサー

### その他
- 新島とみ - 同志社大学創設者新島襄の母
- 石川昭人 - 放送作家
- 石堂藍 - 文芸評論家
- 岡部いさく - 軍事評論家
- 北沢杏子 - フェミニズム活動家
- 小指敦子 - ファッション・ジャーナリスト
- 斉藤祐子 - 建築家
- 立川健二 - 思想評論家
- 田中薫 - 評論家
- 中野翠 - コラムニスト
- 羽根田治 - フリーライター
- 万波佳奈 - 囲碁女流棋士

## 旧大宮市域の出身著名人
旧大宮市を出身地または本籍地とする人物。

### 政財界
- 岡村陽久 - アドウェイズ創業者
- 川島金次 - 元衆議院議員
- 川鍋秋蔵 - 日本交通創業者
- 栗原國起 - 尖閣諸島地権者、菱屋会館社長
- 熊谷裕人 - 参議院議員
- 新藤享弘 - 元大宮市長
- 高橋誠一 - 三光ソフランホールディングス創業者、メディカル・ケア・サービス創業者、元日本賃貸住宅管理協会副会長
- 永井里菜 - 元タレント、さいたま市議会議員
- 秦哲美 - 元埼玉県議
- 福永信彦 - 元衆議院議員
- 馬橋隆二 - 元大宮市長

### 学者
- 西角井正慶 - 国文学者
- 原田英生 - 経済学者
- 柳田敏司 - 考古学者

### 芸術・文化
- 遠藤憲昭 - ファッションプロデューサー
- 荻原浩 - 作家
- 北澤楽天 - 「日本の近代漫画の祖」と言われた漫画家。大宮市名誉市民第一号に推挙され、晩年を暮らした盆栽町の居宅跡には、楽天の作品を収蔵したさいたま市立漫画会館が開設された。
- さとうふみや - 漫画家
- たつみや章 - 児童文学
- 矢島信男 - 特撮監督
- 林弘樹 - 映画監督、図書館プロデューサー

### 音楽
- 天地真理 - 歌手
- 加藤武男 - マレンコフと呼ばれた歌舞伎町の流し
- 小柳ゆき - 歌手
- ダイアモンド☆ユカイ - ロックシンガー
- 中村哲 - 作曲家
- 吉田美奈子 - ミュージシャン

### スポーツ
- アキコ・カンダ - ダンサー
- 伊藤華英 - 水泳選手
- 大島裕行 - 野球選手
- 大山啓輔 - サッカー選手
- 大山俊輔 - サッカー選手
- オビ・パウエル・オビンナ - サッカー選手
- 金澤慎 - サッカー選手
- 黒田鉄山 - 武術家
- 彩豪一義 - 力士
- 斎藤翔太 - サッカー選手
- 佐藤達也 - 野球選手
- 城石憲之 - 野球選手
- 豊田想 - スポールブール選手
- 長谷川一夫 - 野球選手
- 星野おさむ - 野球選手
- 宮島恵子 - バレーボール選手
- 常田克人 - サッカー選手
- 山郷のぞみ - サッカー選手
- 山本山龍太 - 大相撲力士（出生地は伊奈町）
- 若葉山貞雄 - 力士

### 芸能
- 樹まり子 - AV女優
- 河相我聞 - タレント
- 三遊亭彩大 - 落語家
- SIN - プロマジシャン
- 高橋由美子 - タレント
- 土田晃之 - タレント
- 中島千里 - 声優
- 菜々緒 - 女優
- 宮野真守[2] - 声優、俳優
- 向井亜紀 - タレント
- 吉本多香美 - タレント
- 小石田純一 - 物まねタレント
- CHIHARU - ダンサー（TRF）

### マスコミ・アナウンサー
- 安蒜豊三 - 東海ラジオ放送アナウンサー
- 稲垣文子 - NHKアナウンサー
- 岩瀬弘行 - テレビ岩手アナウンサー
- 西東大 - NHKアナウンサー
- 柴崎行雄 - NHKアナウンサー
- 永井伸一 - NHKアナウンサー
- 初田啓介 - TBSアナウンサー
- 山口豊 - テレビ朝日アナウンサー

### その他
- 小川トク - 染織家、久留米縞織の創始者
- 加藤保男 - 登山家
- 若田光一 - 宇宙飛行士

## 旧与野市域の出身著名人
旧与野市（現中央区）を出身地または本籍地とする人物。

### 政財界
- 井原勇 - 元与野市長、元さいたま市長職務執行者
- 小林富次郎 - ライオン創業者

### 学者
- 小塚郁也 - 国際安全保障学者
- 武井武 - 電気化学者

### 芸術・文化
- 広瀬光治 - ニットデザイナー

### スポーツ
- 川島永嗣 - サッカー選手
- 金子久 - サッカー選手
- 小林慶行 - サッカー選手
- 小林亮 - サッカー選手
- 高瀬優孝 - サッカー選手
- 角田涼太朗 - サッカー選手
- 中野雅臣 - サッカー選手
- 中町公祐 - サッカー選手
- 広瀬治 - サッカー選手
- 三浦貴 - 野球選手
- 山崎一彦 - 元陸上競技選手、順天堂大学スポーツ健康科学部准教授
- 横山雄次 - 元サッカー選手
- 吉田真理子 - 元バレーボール選手、バレーボール指導者

### 芸能
- 萩原健一 - 俳優
- 新井里美 - 声優
- 成田凌 - モデル、俳優

### その他
- 吉沢康一 - スポーツライター

## 旧岩槻市域の出身著名人
岩槻市（現岩槻区）を出身地または本籍地とする人物。

### 政財界
- 古川俊治 - 参議院議員、医師、弁護士

### 芸術・文化
- 遠藤憲昭  - ファッションプロデューサー（「DEVILOCK」プロデューサー）
- 黒田幸弘 - ゲームクリエイター
- 田中保 - 洋画家

### スポーツ
- 石川俊輝 - サッカー選手
- 梅山修 - 元サッカー選手、元新潟市議会議員
- 金丸将大 - バレーボール選手（東レ・アローズ）
- 北川麻美 - 競泳選手
- 斉藤誠司 - プロサッカー選手（コロナ・キェルツェ）
- 菅沼実 - プロサッカー選手（ロアッソ熊本）
- 緑川アイラ - 元プロボクサー
- 宮下宏紀 - 躰道選手（湯島道場所属）

### 音楽
- 池田綾子  - 歌手

### 芸能
- 青沼ちあさ - グラビアアイドル、AV女優
- 伊藤さおり  - お笑い芸人（北陽）
- 神田あおい - 講談師
- 佐藤健 - 俳優
- SAM - ダンサー（TRF）
- 三遊亭楽生 - 落語家
- 土橋亭里う馬 - 落語家
- 増岡弘 - 声優（『サザエさん』フグ田マス夫役）
- 三宅邦子 - 女優
- 5代目柳家小志ん - 落語家
- 柳家我太楼 - 落語家

### マスコミ・アナウンサー
- 辻よしなり - フリーアナウンサー（元テレビ朝日アナウンサー）
- 豊田順子 - 日本テレビアナウンサー

### その他
- 片平敦 - 気象予報士
- 伊藤みゆき - 気象予報士

## 旧市域不明の出身著名人
さいたま市成立以前に出生しているが、どこの旧市域を出身地または本籍地とするか明らかにされていない人物。
- 朝川知昭 - 厚生・厚生労働官僚[3]
- 天野涼 - 歌手
- 池田咲紀子 - サッカー選手
- 伊東真吾 - サッカー選手
- 遠藤優 - サッカー選手
- 音くり寿 - 女優、タカラジェンヌ（花組娘役、2014年 - 2022年）
- 角川裕明 - ミュージカル映画監督、ミュージカル俳優
- 菊地泰智 - サッカー選手
- 岸光太郎 - 車いすラグビー日本代表
- 桑原広考 - 映画プロデューサー
- 篠原なるみ - 声優
- 紫峰七海 - タカラジェンヌ（花組男役、2000年 - 2015年）
- 春風亭笑好 - 落語家
- 須江航 - 学生野球指導者
- 末廣健一郎 - 作曲家、編曲家
- 鈴木雄二 - 男性俳優、声優
- 太我 - ドラマー、YouTuber、NonStopRabbitのメンバー（2016年 - 2023年）
- 鷹辰 - 総合格闘家、実業家
- 高林隆 - サッカー選手
- 角田満 - 野球選手
- 永田レイナ - ファッションモデル、タレント
- 長堀肇 - 野球選手、野球指導者
- 中村英之 - サッカー選手
- 西恵利香 - 歌手、タレント
- 蓜島邦明 - 作曲家
- 保坂信之 - サッカー選手
- 星野みづき - タレント
- 村田綾 - タレント
- 山本太二 - バレーボール選手
- 渡辺麻友 - 元アイドル

## さいたま市成立以後の出身著名人
2001年5月1日のさいたま市成立以降に出生した、さいたま市出身の人物。
- 飯田風音 - 競輪選手
- 市原吏音 - サッカー選手
- 岩崎春果 - モデル、元アイドル（原宿駅前パーティーズふわふわ）
- 小見洋太 - サッカー選手
- 酒井夏海 - 競泳選手
- 鈴木碧斗 - 陸上選手
- 鈴木彩艶 - サッカー選手
- 堀内陽太 - サッカー選手
- 升掛友護 - サッカー選手
- 本望あやか - TikToker

## ゆかりのある人物
居住者、一時居住者など。浦和画家も参照。

### 旧浦和市域
- 池波正太郎 - 作家
- 萩本欽一 - コメディアン
- 伊上勝 - 脚本家
- 岡部冬彦 - 漫画家
- 新藤義孝 - 元総務大臣
- 武正公一 - 元衆議院議員
- 二見伸明 - 元衆議院議員
- 舟山康江 - 参議院議員
- 桃井直美 - 元高知県知事、吉田茂秘書
- 長沼明 - 元志木市長
- 大村智 - ノーベル生理学・医学賞受賞者
- 山本鈴美香 - 漫画家
- 伊藤結花理 - 漫画家
- 藤崎奈々子 - 女優、タレント
- 金田一春彦 - 言語学者
- 大村千吉 - 俳優
- 武川寛海 - 音楽評論家・タケカワユキヒデの実父
- 京極夏彦 - 小説家
- 稲村坦元 - 郷土史家
- 林野宏 - クレディセゾン代表取締役社長
- 松尾武 - 牧師
- 杉田豊 - 絵本作家
- 須賀しのぶ - 小説家
- 星野源 - 音楽家、俳優、文筆家
- 小沢遼子 - 評論家・元浦和市議会議員、元埼玉県議会議員
- 広重玲子 - TBSアナ
- 迎康子 - NHKアナ
- 小見誠広 - NHKアナ
- 泉浩司 - NHKアナ
- 小木逸平 - テレビ朝日アナ
- 野口敦史 - 日本テレビアナ
- 若林健治 - 日本テレビアナ
- 藤村伊勢 - 中国放送アナ
- 石田波郷 - 俳人
- 加藤克巳 - 歌人
- 沖ななも - 佳人
- 鎌倉佐弓 - 俳人
- 大友よふ - 女性活動家
- 早船ちよ - 小説家・児童文学作家
- 内藤五琅 - 画家
- 井野川潔 - 評論家
- 小松真一 - 実業家
- 厨川圭子 - 英文学者
- 五来欣造 - 政治学者、早稲田大学教授
- 神吉敬三 - 美術史家、上智大学名誉教授
- 田中明彦 - 元東京大学副学長
- 柴崎正勝 - 微生物化学研究会微生物化学研究センター長
- 麻生豊 - 漫画家
- 新井里美 - 声優
- 大橋彩香 - 声優
- 大野拓朗 - 俳優
- 山中伊知郎 - 放送作家、タレント
- 澤井直人 - サッカー選手
- 近江友介 - サッカー選手
- 西川優大 - サッカー選手
- 高木時夫 - 野球選手
- 沼田哲 - 歴史学者
- マックス・クラウゼン - スパイ
- 沢村忠 - キックボクサー
- 中里実 - 法学者
- 石原守一 - 科学者
- 佐藤信淵 - 農学者
- 高野長英 - 蘭学者
- 天野篤 - 外科医
- 国部毅 - 三井住友銀行頭取

### 旧大宮市域
- 太宰治 - 作家、大門町で「人間失格」を書き上げた。
- 澁澤龍彦 - 作家
- 愛川欽也 - 俳優
- 夏木マリ - 女優、歌手
- 大西民子 - 歌人
- 佐々木則夫 - 元サッカー日本女子代表監督
- 天夢森流彩 - イラストレーター
- 吉田一郎 - さいたま市議会議員、ジャーナリスト
- あすかけん - 絵本作家、埼玉県出身で大宮駅東口に代表作「こりすのトトちゃん」の銅像がある。
- 小山実稚恵 - ピアニスト
- 松本吉郎 -  医師、第21代日本医師会会長、合併前から旧大宮市域（現・見沼区域）で医院を開業。
- 菊池桃子 - 女優、歌手、大学教員

### 旧与野市域
- 小林麻耶 - フリーアナウンサー
- 小林麻央 - キャスター、女優
- 梨元勝 - 芸能リポーター
- 加藤克巳 - 歌人
- 轡田隆史 - 文筆家、元朝日新聞論説委員